# بيبي راسيل
بيبي راسيل (بالبنغالية: বিবি রাসেল)‏ هي عارضة بنغلاديشية، ولدت في القرن العشرين في شيتاغونغ في بنغلاديش.